# Segadora
Una segadora es una arma agrícola que corta trigo y otros cereales de invierno, forraje verde destinado a heno, pasto, césped en parques, jardines y campos de deporte, etc. Las segadoras usadas en la siega de cereales constaban de una barra de corte compuesta por una cuchilla con movimiento alternativo dentro de puntones, un molinete que empuja la mies contra la barra de corte y una plataforma sobre la que caía la mies cortada. Estas máquinas fueron en su momento un enorme adelanto en la mecanización de la siega de los cereales, permitiendo su cultivo en gran escala y eliminando el tradicional oficio de los segadores.

## Las primeras segadoras

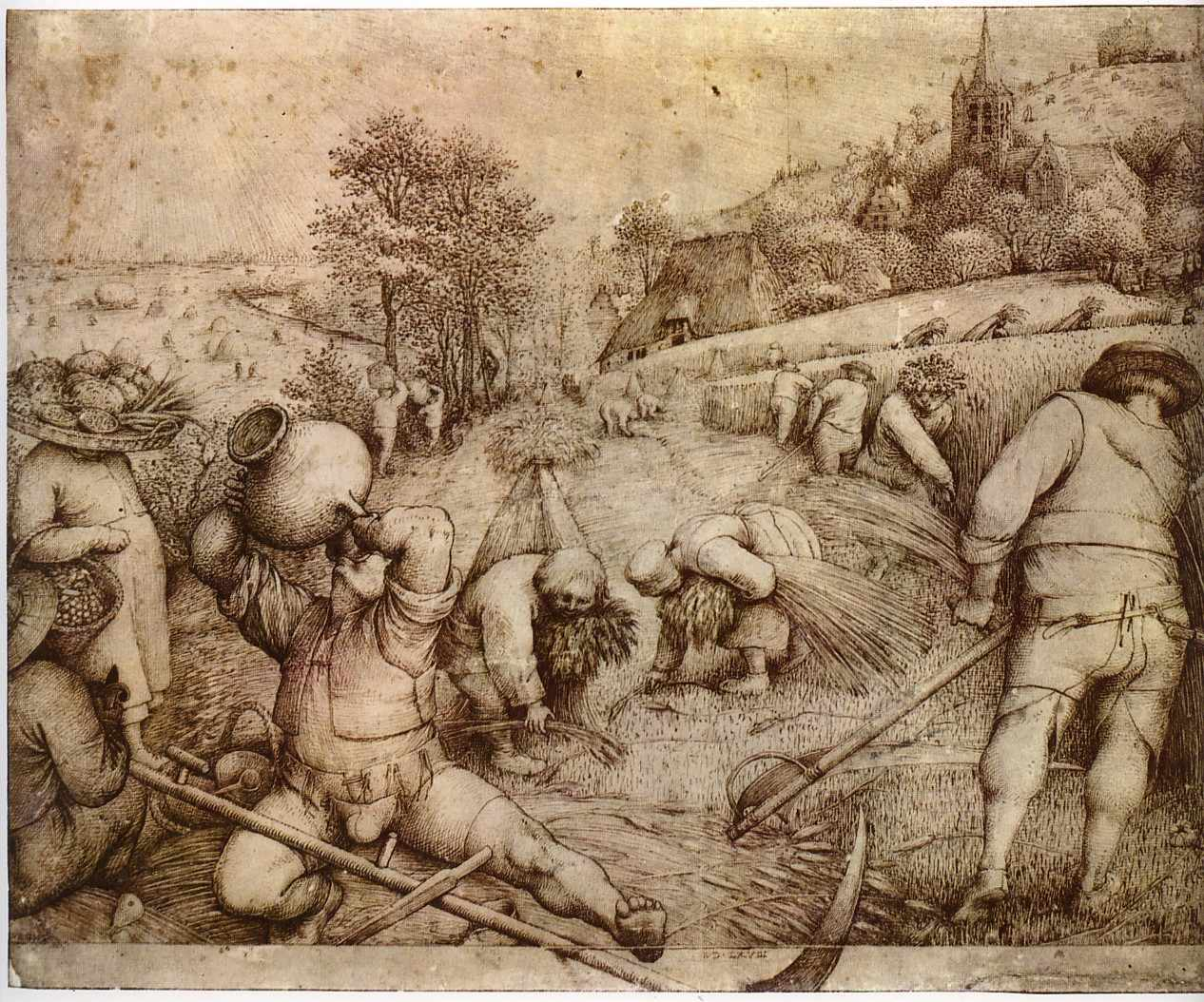
«El verano», dibujo de Pieter Bruegel el Viejo de 1568, muestra operarios segando con guadaña.

El pesado, penoso y agotador trabajo de la siega manual del trigo y demás cereales de invierno con hoz o guadaña siempre fue una de las tareas que más tiempo demandaban en la cosecha de estos cultivos. Toda demora de la misma traía serias consecuencias en la provisión de uno de los alimentos más importantes de la humanidad, el pan. Plinio informa que ya a comienzo de nuestra era en las Galias se recogía el trigo con una especie de arrancadora, el vallus, que posteriormente cayó en el olvido. Desde fines del siglo XVIII se retomaron en Europa los intentos de la mecanización de la siega.
El primero que logró construir una segadora que funcionó adecuadamente fue Patrick Bell (1801-1869), hijo de un agricultor escocés. En 1827 construyó un prototipo y un año después uno mejorado con el cual pudo realizar pruebas prácticas. Esta segadora, que podía cortar un acre (0,4 ha) en una hora, fue utilizada en la explotación de su padre y luego de su hermano. Bell no patentó su invento ni se dedicó a fabricar segadoras; estudió teología y ejerció su ministerio religioso. Fueron otros quienes fabricaron segadoras Bell, que incluso se llegaron a exportar.

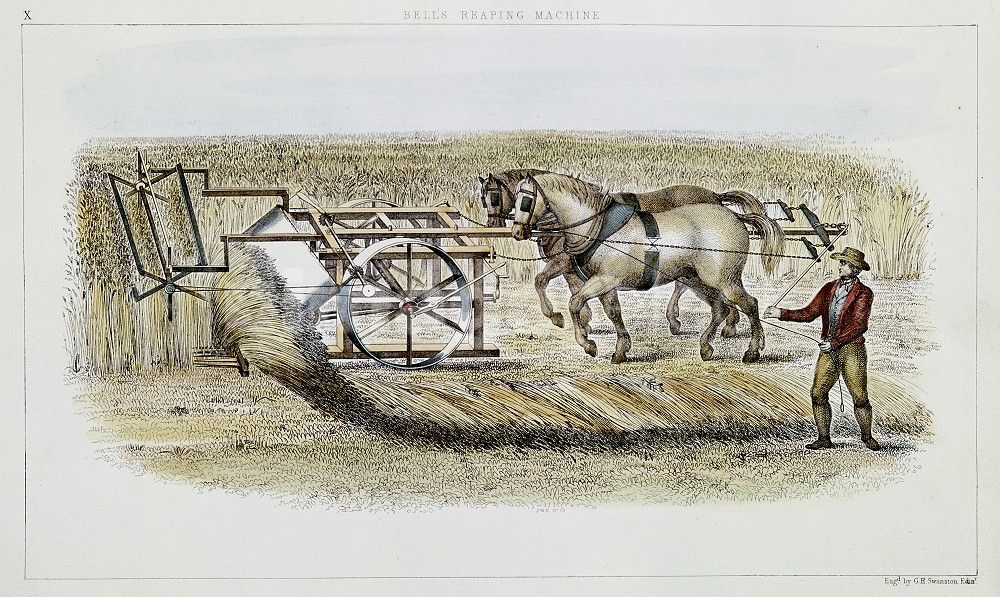
La segadora de Bell

En Estados Unidos Cyrus McCormick (1809–1884) construyó y utilizó una segadora en 1831 en Virginia, que fue patentada tres años después. Obed Hussey (1792-1860) también ensayó con éxito una segadora en 1833, que patentó ese mismo año y comenzó a fabricar al año siguiente. Esta circunstancia llevó a un lago pleito entre ellos sobre la prioridad del invento. Ambas máquinas, la de McCormick y la de Hussey, fueron desarrollos totalmente independientes que condujeron a máquinas diferentes a las de Bell.

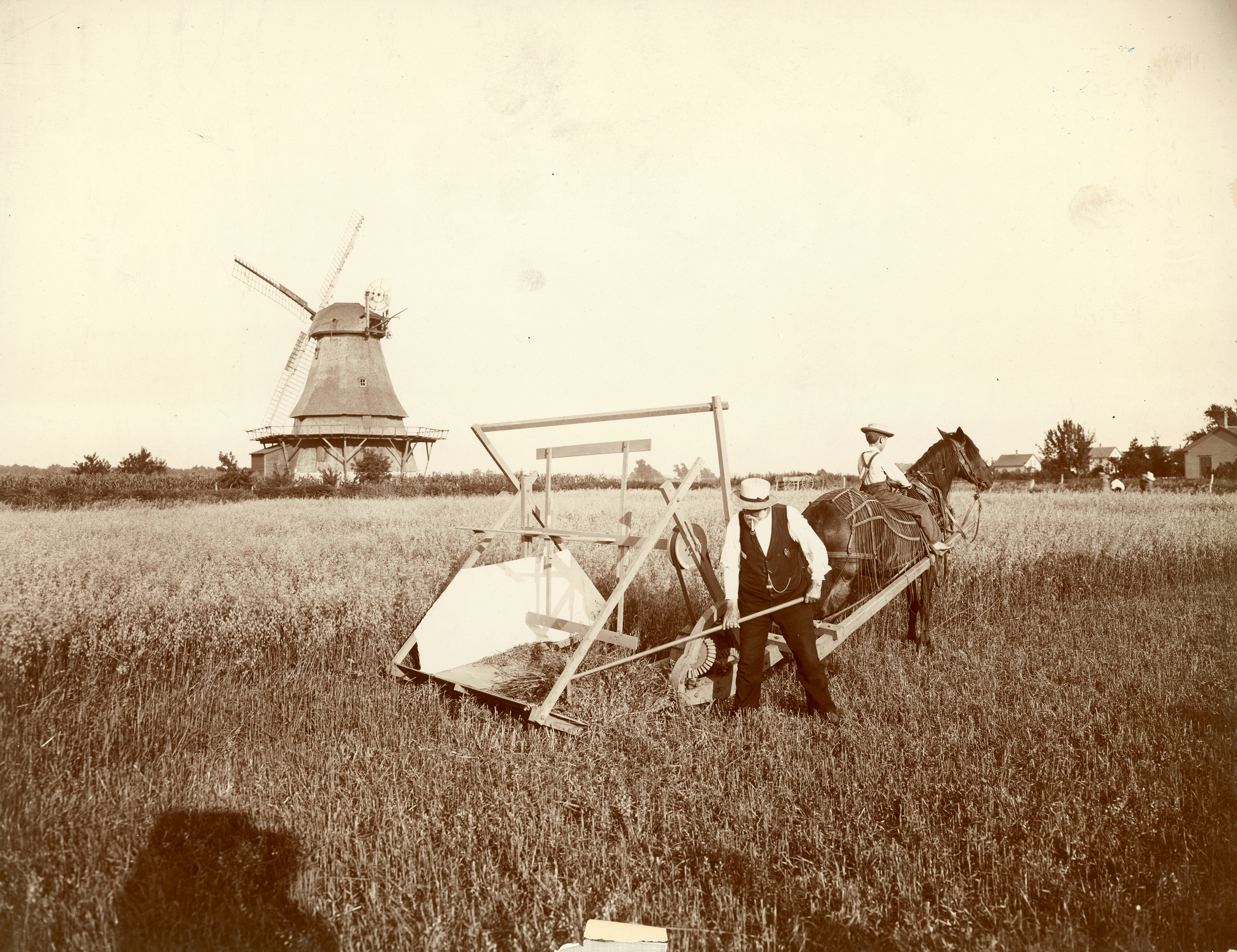
Segadora de McCormick de 1831

McCormick fue perfeccionando su segadora y comenzó a fabricarla en 1839, pero recién logró incrementar sensiblemente su producción al trasladar su fábrica a Chicago en 1847, convirtiéndose con el tiempo en el principal fabricante de segadoras en Estados Unidos.
En el mundo, la segadora comenzó a difundirse a mediados del siglo XIX, especialmente después que McCormick exhibiese la suya en la Exposición Internacional de Londres de 1851. Sus ventajas frente a la siega manual eran evidentes. Con un ancho de corte de 5 pies (1,5 m) tirada por dos caballos, lograba cortar 0,4 ha por hora con dos hombres. Un buen segador logra cortar con hoz entre 0,10 y 0,15 ha por día y con guadaña un poco más. Este enorme ahorro de trabajo humano permitió la expansión de la superficie cultivada con trigo al remover o al menos atenuar sensiblemente el cuello de botella constituido por la siega.

## Perfeccionamientos

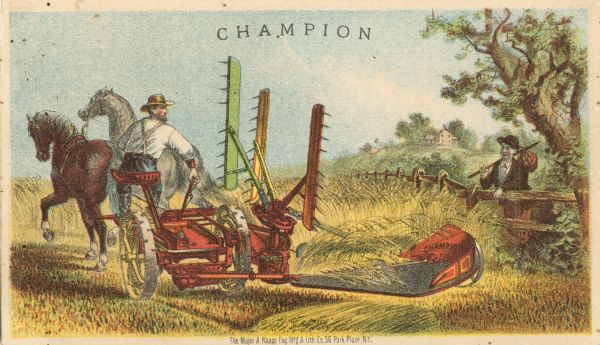
Segadora automática (con rastrillos).

Las primeras segadoras cortaban con una barra de corte la mies que caía sobre una plataforma. Requerían dos operarios: uno para conducir los caballos y otro para rastrillar la mies formando manojos sueltos, que se arrojan al rastrojo donde posteriormente se ataban como gavillas. Estas se debían acarrear luego y emparvar. Finalmente, un tiempo después, una trilladora completaba las tareas de cosecha.
Un primer perfeccionamiento, en 1852, consistió en mecanizar el rastrillado sobre la plataforma, dando origen a lo que al principio se denominó segadora automática que sólo requería un hombre para su operación.
Pocos años después se introdujo la plataforma en forma de cuadrante de círculo, con lo cual quedaba despejado el rastrojo para el paso siguiente de la segadora.
El mejoramiento siguiente fue reunir en una sola máquina la siega y el atado de las gavillas. Charles W. Marsh construyó en 1858 una máquina sobre la cual iba un hombre (aparte del conductor) que ataba manualmente las gavillas. Durante la década de 1860 comenzaron a fabricarse segadoras Marsh que se vendían muy bien en Estados Unidos. Sin embargo, los perfeccionamientos no terminaron con el atado manual. También se trató de mecanizar esta tarea, atando las gavillas con alambre, pero esto no fue la solución. Recién cuando John F. Appleby (1840-1917) inventó una mecanismo atador con hilo se logró la segadora-atadora o simplemente atadora, máquina que comenzó a fabricarse en la década de 1880.

## Evolución posterior
Una nueva máquina, la espigadora se sumó como tecnología diferente a las anteriores a fines del siglo XIX. En lugar de engavillar la mies, la cargaba suelta sobre carros que acompañaban la máquina mientras iba segando. Una vez lleno, el carro transportaba la mies al lugar de emparve mientras otro vacío lo reemplazaba.
El uso de segadoras, atadoras y espigadoras coexistió en las diferentes regiones trigueras del mundo, hasta la década de 1930 cuando una máquina nueva, la cosechadora unificó las tareas de siega y trilla en una sola operación.

## Las segadoras de forrajeras, césped y malezas

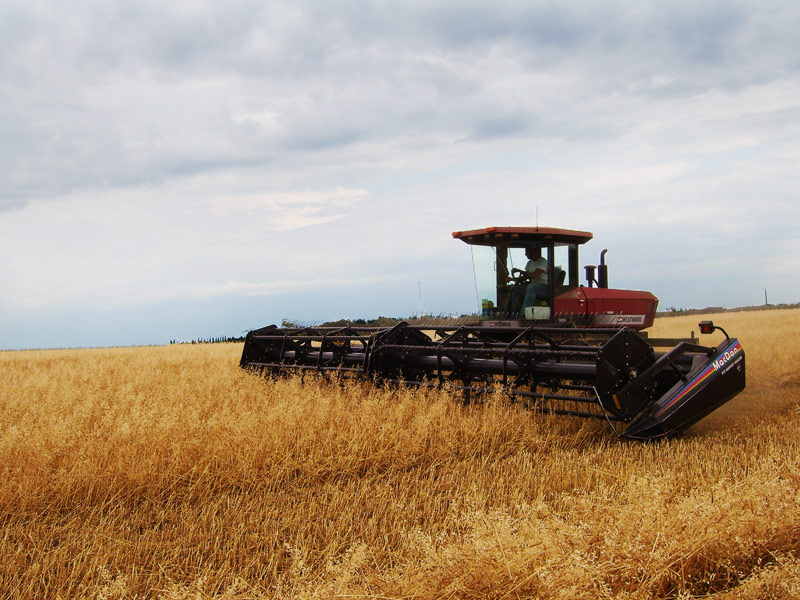
Hileradora autopropulsada moderna.

Actualmente, las segadoras se utilizan para cortar pasto verde destinado a la producción de heno, en el corte del césped o malezas, etc.
Después de mediados del siglo XX las guadañadoras e hileradoras se denominaban genéricamente segadoras. Cortan mediante una barra de corte, pero se distinguen de las anteriores en que no usan plataforma para formar gavillas sino que dejan una andana continua de material cortado.
Aparte de las segadoras con barra de corte hay otros tipos que cortan mediante cuchillas rotativas que giran alrededor de un eje vertical. Estas máquinas también se denominan cortadoras rotativas, cortadoras giratorias, en México y otros países desvaradoras. Hay  diferentes tipos en el mercado, aunque los más utilizados son los modelos de tambor o discos. Cuentan con hasta cuatro cuchillas que cubren aproximadamente 3 o 3,5 metros de ancho de corte. Los ejes giratorios son accionados mediante la toma de potencia del tractor. Estas máquinas requieren entre 20 y 30 CV por metro de ancho de corte (15-25 kW/m).
Las segadoras de barra de corte efectúan un corte más neto, limpio. Las rotativas cortan por impacto mediante una cuchilla que gira a gran velocidad, que desgarra la planta y puede llegar a cortarla en varias partes. Esta característica es útil cuando se busca la trituración de la vegetación espontánea o de residuos de cultivos, la eliminación de malezas y tareas similares. Sin perjuicio de ello, las segadoras rotativas también se utilizan en la producción de heno y en el corte de césped.